# Tamisha Iman
Will Crawford, més conegut pel seu nom artístic Tamisha Iman, és una drag queen estatunidenca famosa per competir en la tretzena temporada de RuPaul's Drag Race i per haver guanyat diversos concursos de drags. És una matriarca drag com a fundadora de la dinastia Iman, una casa drag coneguda.

## Primers anys
Will Crawford va néixer a Birmingham, Alabama el 16 d'octubre del 1970.

## Carrera
Tamisha Iman és una artista drag que va ser una de les trezte drag queens triades per a la temporada 13 de RuPaul's Drag Race. Originalment, havia estat seleccionada per a competir en la temporada 12, però va haver de cancel·lar per a rebre radioteràpia per un càncer de còlon. Va competir als 49 anys, portant una bossa d'ostomia. Tamisha Iman va ser eliminada en el sisè episodi de la temporada. Jordan Robledo de Gay Times la va anomenar un "talent destacat".
Tamisha Iman ha competit en molts concursos de drags i ha rebut títols, com Miss Black Universe i Miss GayUSofA. Ella crea la majoria dels seus abillaments i es pentina i maquilla ella mateixa. Entre els seus "fills" drags es troben Tandi Iman Dupree i la seva companya en Drag Race LaLa Ri. Iman també "va adoptar" a la seva companya de Drag Race Kahmora Hall en la seva família drag. Ha tingut uns 80 "fills drag". Tamisha Iman ha estat descrita com una "veterana del drag" i una "llegenda".

## Vida personal
Crawford viu a Atlanta, i anteriorment ha viscut a Dallas i Nova Orleans. També ha experimentat el sensesostre. Crawford va tenir tres fills biològics abans de complir els 18 anys, quan encara era a l'escola secundària. Un dels seus fills, Tamisha, és la inspiració del nom de Tamisha Iman.

## Premis i nominacions
| Any  | Organització              | Categoria                             | Treball                      | Resultats | Ref. |
| ---- | ------------------------- | ------------------------------------- | ---------------------------- | --------- | ---- |
| 2021 | MTV Movie &amp; TV Awards | Best Fight (juntament amb Kandy Muse) | RuPaul's Drag Race: Untucked | Nominació |      |